# Proforma
Una proforma es una palabra o morfema que puede sustituir a un sintagma, aunque, a diferencia del sintagma, la proforma carece de contenido léxico propio, y su referente lo determina su antecedente o la situación comunicativa. El tipo más común de proformas son los pronombres.
Podemos clasificar las proformas clíticas en dos grupos:
- Proformas pronominales o pronombres, son aquellas que pueden suplir a un sintagma nominal o sintagma determinante: Quiero olvidar [el tema] = Quiero olvidar[lo].
- Proformas no pronominales como las que existen en catalán (en, -ne, hi) o francés (en, y) y que pueden sustituir a un sintagma preposicional. Ejemplos: (catalán) Parlem del que et preocupa 'Hablemos de lo que te preocupa' = Parlem-ne  'Hablemos (de ello) / Vas cap a casa teva? '¿Vas a tu casa?', Sí, hi vaig ara mateix 'Sí, voy ahora mismo (para allí)'.

En español algunas palabras denominadas por algunos autores "adverbios interrogativos" son propiamente proformas:
¿Dónde vives ahora? Ahora vivo en Montevideo.
¿Cuándo te pasó esto? Esto me pasó en 2007
Se puede observar que en esas oraciones dónde y cuándo equivalen sintácticamente a un sintagma preposicional que hace de adjunto sintáctico del sintagma verbal.